# Morti nel 1928

## Gennaio(53)
- 1º gennaio - Paul Roussel, scultore francese (n. 1867)
- 1º gennaio - Saqr bin Zayed Al Nahyan, sovrano emiratino (n. 1887)
- 2 gennaio - Yves du Manoir, rugbista a 15 francese (n. 1904)
- 2 gennaio - Loïe Fuller, danzatrice e attrice teatrale statunitense (n. 1862)
- 2 gennaio - Emily Stevens, attrice teatrale statunitense (n. 1882)
- 3 gennaio - Dorothy Donnelly, attrice, drammaturga e librettista statunitense (n. 1876)
- 3 gennaio - Claude France, attrice francese (n. 1893)
- 3 gennaio - Ettore Soffritti, liutaio italiano (n. 1877)
- 3 gennaio - James Homer Wright, patologo statunitense (n. 1869)
- 4 gennaio - Johan Ludvig Heiberg, filologo classico e grecista danese (n. 1854)
- 6 gennaio - Karl Diener, alpinista, geologo e paleontologo austriaco (n. 1862)
- 6 gennaio - Alvin Kraenzlein, velocista, ostacolista e lunghista statunitense (n. 1876)
- 6 gennaio - Arturo Tricomi, architetto italiano (n. 1863)
- 7 gennaio - Richard Pribram, chimico austriaco (n. 1847)
- 8 gennaio - Juan B. Justo, politico, medico e giornalista argentino (n. 1865)
- 9 gennaio - Teresina Singer, soprano slovacca (n. 1853)
- 11 gennaio - Charles Filiger, pittore francese (n. 1863)
- 11 gennaio - Thomas Hardy, poeta e scrittore britannico (n. 1840)
- 12 gennaio - Ruth Snyder, assassina statunitense (n. 1895)
- 13 gennaio - Frederick Arthur Bridgman, pittore statunitense (n. 1847)
- 13 gennaio - Johan Peter Koch, ufficiale e esploratore danese (n. 1870)
- 13 gennaio - Ludwig Lichtheim, neurologo e medico tedesco (n. 1845)
- 13 gennaio - Friedrich Loofs, teologo tedesco (n. 1858)
- 13 gennaio - Earle Nelson, serial killer statunitense (n. 1897)
- 13 gennaio - Cecil Francis Parr, tennista britannico (n. 1847)
- 13 gennaio - Henry Siddons Mowbray, pittore statunitense (n. 1858)
- 14 gennaio - Giuseppe Sauli D'Igliano, pittore italiano (n. 1853)
- 15 gennaio - H. F. L. Meyer, compositore di scacchi tedesco (n. 1839)
- 16 gennaio - Albrecht von Alvensleben-Schönborn, storico tedesco (n. 1848)
- 16 gennaio - Bernardo III di Sassonia-Meiningen, nobile (n. 1851)
- 16 gennaio - James Edmund Harting, ornitologo e naturalista inglese (n. 1841)
- 16 gennaio - Costantino Palumbo, pianista e compositore italiano (n. 1843)
- 16 gennaio - Anastasija Alekseevna Verbickaja, scrittrice, sceneggiatrice e drammaturga russa (n. 1861)
- 17 gennaio - Paolo Emilio Bensa, giurista e politico italiano (n. 1858)
- 18 gennaio - Charles Gordon-Lennox, VII duca di Richmond, nobile e politico britannico (n. 1845)
- 19 gennaio - Francesco Fazi, politico italiano (n. 1859)
- 19 gennaio - Erasmo Percopo, filologo e critico letterario italiano (n. 1860)
- 19 gennaio - Edgar Ravenswood Waite, zoologo, ornitologo e erpetologo britannico (n. 1866)
- 20 gennaio - Edmond Slade, ammiraglio inglese (n. 1859)
- 20 gennaio - John de Robeck, ammiraglio britannico (n. 1862)
- 23 gennaio - Paolo Bonomi, politico e avvocato italiano (n. 1861)
- 23 gennaio - María Guerrero, attrice teatrale spagnola (n. 1867)
- 24 gennaio - Pompeo Gherardo Molmenti, scrittore, storico e politico italiano (n. 1852)
- 25 gennaio - Charles Gorman, attore statunitense (n. 1865)
- 26 gennaio - William Lloyd, attore inglese (n. 1851)
- 26 gennaio - Earl Metcalfe, attore e regista statunitense (n. 1889)
- 26 gennaio - Guido Nardini, militare e aviatore italiano (n. 1881)
- 26 gennaio - Paul Stupar, ammiraglio austro-ungarico (n. 1866)
- 27 gennaio - Wallace McCutcheon Jr., attore e regista statunitense (n. 1880)
- 28 gennaio - Vicente Blasco Ibáñez, scrittore, sceneggiatore e regista spagnolo (n. 1867)
- 29 gennaio - Douglas Haig, generale e nobile britannico (n. 1861)
- 30 gennaio - Johannes Andreas Grib Fibiger, medico danese (n. 1867)
- 30 gennaio - Giuseppe Pirandello, calciatore italiano (n. 1902)

## Febbraio(50)
- 1º febbraio - Hughie Jennings, giocatore di baseball e allenatore di baseball statunitense (n. 1869)
- 1º febbraio - Ah Toy, imprenditrice statunitense (n. 1829)
- 2 febbraio - Sergej Sergeevič Solomko, pittore, illustratore e disegnatore russo (n. 1867)
- 3 febbraio - Vittorio Ecclesia, fotografo italiano (n. 1847)
- 4 febbraio - Salvatore De Gregorio, pittore e decoratore italiano (n. 1859)
- 4 febbraio - Hendrik Lorentz, fisico olandese (n. 1853)
- 4 febbraio - Felix Jacob Marchand, patologo tedesco (n. 1846)
- 4 febbraio - Arturo Marchi, arcivescovo cattolico italiano (n. 1846)
- 5 febbraio - Kurt Behrens, tuffatore tedesco (n. 1884)
- 5 febbraio - Jesús Méndez Montoya, presbitero messicano (n. 1880)
- 5 febbraio - Flora Wambaugh Patterson, micologa statunitense (n. 1847)
- 6 febbraio - Gastone Sozzi, politico italiano (n. 1903)
- 7 febbraio - Charles David Barry, tennista e crickettista irlandese (n. 1859)
- 7 febbraio - Adolfo De Carolis, pittore, restauratore e decoratore italiano (n. 1874)
- 7 febbraio - Emil Ritterling, storico e archeologo tedesco (n. 1861)
- 8 febbraio - Theodor Curtius, chimico tedesco (n. 1857)
- 8 febbraio - George G. Eitel, chirurgo statunitense (n. 1858)
- 10 febbraio - José Sánchez del Río, santo messicano (n. 1913)
- 11 febbraio - Stanisław Suryn, generale russo (n. 1858)
- 12 febbraio - Manfred von Clary und Aldringen, politico e nobile austriaco (n. 1852)
- 14 febbraio - Léon Jehin, direttore d'orchestra e compositore belga (n. 1853)
- 14 febbraio - Ernesto Schiaparelli, egittologo italiano (n. 1856)
- 15 febbraio - Herbert Henry Asquith, politico britannico (n. 1852)
- 17 febbraio - Rinaldo Arconati, militare e politico italiano (n. 1841)
- 17 febbraio - Ōtsuki Fumihiko, linguista e storico giapponese (n. 1847)
- 18 febbraio - Alf Malcolm Andersen, calciatore norvegese (n. 1891)
- 18 febbraio - Karin Bergöö Larsson, artista e designer svedese (n. 1859)
- 19 febbraio - Giuseppe Sangiorgi, mercante d'arte italiano (n. 1850)
- 20 febbraio - Antonio Abetti, astronomo e fisico italiano (n. 1846)
- 20 febbraio - Per Haraldsen, calciatore norvegese (n. 1892)
- 20 febbraio - Samuele Stochino, criminale e militare italiano (n. 1895)
- 21 febbraio - Hans von Koester, ammiraglio tedesco (n. 1844)
- 21 febbraio - Enrico Reycend, pittore italiano (n. 1855)
- 22 febbraio - Adamo Boari, architetto e ingegnere italiano (n. 1863)
- 22 febbraio - František Císař, calciatore cecoslovacco (n. 1901)
- 23 febbraio - Lawrence B. McGill, regista e attore statunitense (n. 1869)
- 24 febbraio - Andy Bothwell, calciatore nordirlandese (n. 1900)
- 24 febbraio - Jenő Landler, rivoluzionario, politico e avvocato ungherese (n. 1875)
- 25 febbraio - Marino Fabbri, militare italiano (n. 1896)
- 25 febbraio - Toribio Romo González, presbitero messicano (n. 1900)
- 25 febbraio - Gyula Kakas, ginnasta ungherese (n. 1875)
- 25 febbraio - William O'Brien, patriota, giornalista e politico irlandese (n. 1852)
- 26 febbraio - Gunnar Setterwall, tennista svedese (n. 1881)
- 27 febbraio - Giovanni Di Cristina, pediatra italiano (n. 1875)
- 27 febbraio - Karl Max von Lichnowsky, diplomatico tedesco (n. 1860)
- 27 febbraio - Ethelbert Talbot, vescovo anglicano statunitense (n. 1848)
- 28 febbraio - Oscar Chajes, scacchista statunitense (n. 1873)
- 29 febbraio - Adolphe Appia, scenografo svizzero (n. 1862)
- 29 febbraio - Ina Coolbrith, poetessa, scrittrice e giornalista statunitense (n. 1841)
- 29 febbraio - Armando Diaz, generale italiano (n. 1861)

## Marzo(53)
- 2 marzo - Nikolaj Nikolaevič di Leuchtenberg, generale russo (n. 1868)
- 3 marzo - Jan Toorop, pittore olandese (n. 1858)
- 4 marzo - Paul Sabatier, storico francese (n. 1858)
- 5 marzo - Girolamo Coffari, imprenditore e politico italiano (n. 1843)
- 5 marzo - Lidia Quaranta, attrice italiana (n. 1891)
- 7 marzo - Ettore Artini, mineralogista italiano (n. 1866)
- 7 marzo - William H. Crane, attore statunitense (n. 1845)
- 8 marzo - Rodolfo Gambini, pittore italiano (n. 1855)
- 9 marzo - Alfredo Gargiullo, velocista italiano (n. 1906)
- 9 marzo - Kid Lavigne, pugile statunitense (n. 1869)
- 10 marzo - Montagu Bertie, VII conte di Abingdon, nobile britannico (n. 1836)
- 10 marzo - Lydia De Witt, patologa statunitense (n. 1859)
- 10 marzo - Matteo Nieves, presbitero messicano (n. 1882)
- 12 marzo - Wilhelm von Branca, geologo e paleontologo tedesco (n. 1844)
- 12 marzo - Marija Ermolova, attrice russa (n. 1853)
- 12 marzo - Arnaldo Gardella, ingegnere e designer italiano (n. 1873)
- 12 marzo - Samuel Kinkead, militare e aviatore sudafricano (n. 1897)
- 12 marzo - Enrico Pontremoli, dirigente d'azienda, imprenditore e ingegnere italiano (n. 1855)
- 13 marzo - Giuseppe Costetti, drammaturgo italiano (n. 1834)
- 13 marzo - Walter George Raymond Hinchliffe, militare e aviatore britannico (n. 1884)
- 13 marzo - Franz Roubaud, pittore russo (n. 1856)
- 14 marzo - Gemma de Gresti, filantropa italiana (n. 1873)
- 15 marzo - Harry David Lee, imprenditore statunitense (n. 1849)
- 17 marzo - Lorenzo Porciatti, architetto, restauratore e urbanista italiano (n. 1864)
- 18 marzo - Domenico Bortolan, letterato e storico italiano (n. 1850)
- 18 marzo - Paul van Ostaijen, scrittore e poeta belga (n. 1896)
- 19 marzo - Nora Bayes, attrice e cantante statunitense (n. 1880)
- 19 marzo - Anton Steinmaier, alpinista austriaco (n. 1881)
- 19 marzo - Emil Wiechert, fisico tedesco (n. 1861)
- 20 marzo - William Henry, nuotatore e pallanuotista britannico (n. 1859)
- 20 marzo - James Ward Packard, imprenditore statunitense (n. 1863)
- 20 marzo - Alfredo Tibiletti, ciclista su strada italiano (n. 1891)
- 21 marzo - Joseph Esposito, politico e mafioso italiano (n. 1871)
- 21 marzo - Edward Walter Maunder, astronomo britannico (n. 1851)
- 21 marzo - Thomas A. Wise, regista, attore e commediografo inglese (n. 1865)
- 23 marzo - Woodbridge Nathan Ferris, insegnante e politico statunitense (n. 1853)
- 24 marzo - Walther Kausch, chirurgo tedesco (n. 1867)
- 24 marzo - Mindaugas II di Lituania, re (n. 1864)
- 25 marzo - Nina Bang, politica danese (n. 1866)
- 25 marzo - Albert Pitres, neurologo francese (n. 1848)
- 26 marzo - Nicola Miraglia, economista, politico e banchiere italiano (n. 1835)
- 27 marzo - Fiorello Giraud, tenore italiano (n. 1870)
- 27 marzo - Roberto Lepetit, imprenditore italiano (n. 1865)
- 27 marzo - Leslie Stuart, compositore inglese (n. 1864)
- 27 marzo - Walt Whitman, attore statunitense (n. 1859)
- 28 marzo - Pavel Vasil'evič Ksenofontov, attivista, rivoluzionario e politico russo (n. 1890)
- 28 marzo - Kalle Mikkolainen, ginnasta finlandese (n. 1883)
- 28 marzo - Nathan Stubblefield, inventore statunitense (n. 1860)
- 29 marzo - Luigi Gramegna, scrittore italiano (n. 1846)
- 30 marzo - Tullo Golfarelli, scultore e pittore italiano (n. 1852)
- 30 marzo - Frank B. Willis, politico statunitense (n. 1871)
- 31 marzo - Gustave Ador, politico svizzero (n. 1845)
- 31 marzo - Medardo Rosso, scultore italiano (n. 1858)

## Aprile(41)
- 1º aprile - Ernst Münch, organista e direttore di coro francese (n. 1859)
- 2 aprile - Theodore William Richards, chimico statunitense (n. 1868)
- 2 aprile - Raffaello Romanelli, scultore italiano (n. 1856)
- 3 aprile - Lem B. Parker, regista e sceneggiatore statunitense (n. 1865)
- 4 aprile - Antonio Cefaly, politico e imprenditore italiano (n. 1850)
- 4 aprile - Alberto Pansa, diplomatico e politico italiano (n. 1844)
- 4 aprile - Pio Piacentini, architetto italiano (n. 1846)
- 5 aprile - Jane Ellen Harrison, storica delle religioni e linguista britannica (n. 1850)
- 5 aprile - Roberto Payró, scrittore e giornalista argentino (n. 1867)
- 6 aprile - Arthur Cruttenden Mace, egittologo britannico (n. 1874)
- 6 aprile - Winifred Moberly, insegnante britannica (n. 1875)
- 7 aprile - Aleksandr Aleksandrovič Bogdanov, politico, filosofo e economista russo (n. 1873)
- 8 aprile - Gaetano Azzolini, basso italiano (n. 1876)
- 8 aprile - Madeleine Lemaire, pittrice francese (n. 1845)
- 9 aprile - Miriam Bannister, supercentenaria britannica (n. 1817)
- 9 aprile - Giuseppe Cataldo, presbitero, missionario e gesuita italiano (n. 1837)
- 11 aprile - Riccardo Arnò, ingegnere italiano (n. 1866)
- 12 aprile - Adolfo Hohenstein, pittore e pubblicitario tedesco (n. 1854)
- 13 aprile - Gonzalo Córdova, politico ecuadoriano (n. 1863)
- 14 aprile - Edward Armstrong, storico e biografo britannico (n. 1846)
- 14 aprile - Giovanni Faldella, scrittore, giornalista e politico italiano (n. 1846)
- 15 aprile - Pietro Bordino, pilota automobilistico italiano (n. 1887)
- 15 aprile - Charles Plumet, architetto, decoratore e ceramista francese (n. 1861)
- 16 aprile - Pavel Borisovič Aksel'rod, rivoluzionario russo (n. 1850)
- 17 aprile - Charles Chenery, calciatore britannico (n. 1850)
- 20 aprile - Charles Henry Gilbert, ittiologo statunitense (n. 1859)
- 22 aprile - Frank Currier, attore e regista statunitense (n. 1857)
- 24 aprile - Józefa Joteyko, scienziata polacca (n. 1866)
- 24 aprile - Ferdinando Martini, scrittore e politico italiano (n. 1841)
- 25 aprile - Floyd Bennett, aviatore statunitense (n. 1890)
- 25 aprile - Cesare De Lollis, filologo italiano (n. 1863)
- 25 aprile - Pëtr Nikolaevič Vrangel', generale, politico e nobile russo (n. 1878)
- 26 aprile - François de Curel, drammaturgo e scrittore francese (n. 1854)
- 27 aprile - Ignác Alpár, architetto ungherese (n. 1855)
- 27 aprile - Luigi Brugnatelli, mineralogista italiano (n. 1859)
- 27 aprile - Alessandro Guidoni, generale e aviatore italiano (n. 1880)
- 27 aprile - Konstantin Gutberlet, presbitero, filosofo e teologo tedesco (n. 1837)
- 28 aprile - Gertrude Claire, attrice statunitense (n. 1852)
- 28 aprile - Vittorio Emanuele Pittaluga, generale italiano (n. 1863)
- 28 aprile - Jean Stanislaus Stolzmann, ornitologo polacco (n. 1854)
- 29 aprile - Antonio Guiducci, politico italiano (n. 1849)

## Maggio(45)
- 1º maggio - Jean-Émile Anizan, presbitero francese (n. 1853)
- 1º maggio - Ebenezer Howard, urbanista e esperantista britannico (n. 1850)
- 1º maggio - Jacques Schneider, imprenditore e aviatore francese (n. 1879)
- 1º maggio - Xiang Jingyu, politica e attivista cinese (n. 1895)
- 2 maggio - Vincenzo Bindi, storico e umanista italiano (n. 1852)
- 3 maggio - Enoch Mgijima, profeta sudafricano (n. 1868)
- 3 maggio - Friedrich Pourtalès, diplomatico tedesco (n. 1853)
- 4 maggio - Jinzō Matsumura, botanico giapponese (n. 1856)
- 4 maggio - Ferdinando Paolieri, scrittore, poeta e commediografo italiano (n. 1878)
- 4 maggio - Joseph Nelson Rose, botanico statunitense (n. 1862)
- 5 maggio - Georges Passerieu, ciclista su strada e pistard francese (n. 1885)
- 6 maggio - Myrtle Corbin, statunitense (n. 1868)
- 7 maggio - Aleksandr Afanas'evič Spendjarov, compositore e direttore d'orchestra armeno (n. 1871)
- 8 maggio - Aleksandr Dmitrievič Cjurupa, rivoluzionario e politico russo (n. 1870)
- 8 maggio - Clara Williams, attrice statunitense (n. 1888)
- 10 maggio - Henry Daras, pittore francese (n. 1850)
- 10 maggio - Ivan Merz, insegnante croato (n. 1896)
- 13 maggio - Jean-Baptiste Dortignacq, ciclista su strada francese (n. 1884)
- 15 maggio - Robert Jowitt Whitwell, medievista, lessicografo e latinista britannico (n. 1859)
- 16 maggio - Heinrich Ernemann, inventore e imprenditore tedesco (n. 1850)
- 16 maggio - Hans Friedrich Gadow, ornitologo e naturalista tedesco (n. 1855)
- 16 maggio - Edmund Gosse, poeta e critico letterario britannico (n. 1849)
- 18 maggio - William Dudley Haywood, sindacalista statunitense (n. 1869)
- 18 maggio - Moritz Auffenberg von Komarów, generale e politico austro-ungarico (n. 1852)
- 19 maggio - Henry Franklin Gilbert, compositore statunitense (n. 1868)
- 19 maggio - Max Scheler, filosofo tedesco (n. 1874)
- 21 maggio - George Frampton, scultore britannico (n. 1860)
- 21 maggio - Martin Kukučín, scrittore slovacco (n. 1860)
- 21 maggio - Hideyo Noguchi, medico e batteriologo giapponese (n. 1876)
- 22 maggio - Carlo Mascaretti, bibliotecario, scrittore e giornalista italiano (n. 1855)
- 23 maggio - Amalia Dupré, scultrice italiana (n. 1842)
- 25 maggio - Renato Alessandrini, esploratore italiano (n. 1890)
- 25 maggio - Attilio Caratti, militare e esploratore italiano (n. 1895)
- 25 maggio - Heinrich von Opel, imprenditore tedesco (n. 1873)
- 25 maggio - Aldo Pontremoli, fisico italiano (n. 1896)
- 26 maggio - John Burnet, filologo classico e storico scozzese (n. 1863)
- 26 maggio - Antonio Cicala, mafioso italiano (n. 1874)
- 27 maggio - Carlos Espinosa de los Monteros y Sagaseta de Ilurdoz, militare e diplomatico spagnolo (n. 1847)
- 27 maggio - Domenico Guerrini, generale, scrittore e storico italiano (n. 1860)
- 27 maggio - Arthur Schoenflies, mineralogista tedesco (n. 1853)
- 28 maggio - Pasquale Fosca, scultore italiano (n. 1852)
- 28 maggio - Martanda Bhairava Tondaiman, indiano (n. 1875)
- 28 maggio - Feliks Feliksovič Sumarokov-Ėl'ston, nobile e ufficiale russo (n. 1856)
- 29 maggio - Antonio Cao Pinna, ingegnere e politico italiano (n. 1842)
- 31 maggio - Viktor Balck, generale e dirigente sportivo svedese (n. 1844)

## Giugno(37)
- 1º giugno - Matteo Mazziotti, politico e storico italiano (n. 1851)
- 2 giugno - Timothy Thomas Fortune, giornalista, scrittore e editore statunitense (n. 1856)
- 2 giugno - Otto Nordenskjöld, geologo, geografo e esploratore svedese (n. 1869)
- 2 giugno - Santino Taveggia, missionario e vescovo cattolico italiano (n. 1855)
- 2 giugno - Adela Zamudio, scrittrice, insegnante e pittrice boliviana (n. 1854)
- 3 giugno - Li Yuanhong, politico e militare cinese (n. 1864)
- 4 giugno - Zhang Zuolin, generale e politico cinese (n. 1875)
- 5 giugno - Vincenzo De Cristo, storico e archeologo italiano (n. 1860)
- 6 giugno - Luigi Bianchi, matematico e politico italiano (n. 1856)
- 6 giugno - Paul Véronge de la Nux, compositore francese (n. 1853)
- 7 giugno - William Todd Lithgow, imprenditore britannico (n. 1854)
- 8 giugno - Raffaele Angiulli, avvocato e politico italiano (n. 1865)
- 10 giugno - Antonio Orazio Quinzio, pittore e scultore italiano (n. 1856)
- 11 giugno - Georges Michel, calciatore belga (n. 1898)
- 12 giugno - Maurice Bloomfield, indologo e glottologo statunitense (n. 1855)
- 13 giugno - Robert Wynn Carrington, I marchese di Lincolnshire, politico britannico (n. 1843)
- 14 giugno - Emmeline Pankhurst, attivista e politica britannica (n. 1858)
- 14 giugno - François Vilamitjana, velista francese (n. 1846)
- 16 giugno - Jean-René Calloc'h, presbitero e missionario francese (n. 1875)
- 16 giugno - Giovanni Battista Marzi, inventore italiano (n. 1857)
- 18 giugno - Roald Amundsen, esploratore norvegese (n. 1872)
- 19 giugno - Maria Wiik, pittrice finlandese (n. 1853)
- 20 giugno - Finn Malmgren, meteorologo e esploratore svedese (n. 1895)
- 21 giugno - Carl Axel Magnus Lindman, botanico e illustratore svedese (n. 1856)
- 21 giugno - Marie Novello, pianista gallese (n. 1884)
- 22 giugno - George Siegmann, attore e regista statunitense (n. 1882)
- 23 giugno - Joseph Anthelme Fournier, generale francese (n. 1854)
- 25 giugno - Julien Brulé, arciere francese (n. 1875)
- 25 giugno - Gerald C. Duffy, giornalista e sceneggiatore statunitense (n. 1896)
- 27 giugno - Henri Beau, calciatore francese (n. 1881)
- 27 giugno - Robert B. Mantell, attore scozzese (n. 1854)
- 28 giugno - Ida Ferenczy, nobile ungherese (n. 1839)
- 28 giugno - Alfred Fronval, aviatore francese (n. 1893)
- 29 giugno - Álvaro de Castro, politico portoghese (n. 1878)
- 30 giugno - Alexandre Marcel, architetto francese (n. 1860)
- 30 giugno - Antonio Restori, filologo e critico letterario italiano (n. 1859)
- 30 giugno - Giovanni Tacci Porcelli, cardinale e arcivescovo cattolico italiano (n. 1863)

## Luglio(40)
- 1º luglio - Charles Beachcroft, crickettista britannico (n. 1870)
- 1º luglio - Avery Hopwood, commediografo statunitense (n. 1882)
- 1º luglio - Frankie Yale, mafioso italiano (n. 1893)
- 2 luglio - Anton Rosen, architetto danese (n. 1859)
- 3 luglio - Luigi Mangiagalli, ginecologo e politico italiano (n. 1850)
- 3 luglio - Virgilio Mantegazza, schermidore italiano (n. 1889)
- 3 luglio - Guido Sylva, patriota e scrittore italiano (n. 1844)
- 3 luglio - Fortunato Vergara di Craco, nobile e politico italiano (n. 1833)
- 4 luglio - Sidney Smith, attore e regista statunitense (n. 1893)
- 6 luglio - Frederick Green, calciatore inglese (n. 1851)
- 6 luglio - Arturo Orsoni, scultore italiano (n. 1867)
- 7 luglio - Aleksandăr Protogerov, generale, politico e rivoluzionario bulgaro (n. 1867)
- 8 luglio - Erich Adickes, filosofo tedesco (n. 1866)
- 8 luglio - Crystal Eastman, avvocatessa, giornalista e attivista statunitense (n. 1881)
- 9 luglio - Luigi Nava, generale italiano (n. 1851)
- 10 luglio - Paul Clemens von Baumgarten, medico tedesco (n. 1848)
- 10 luglio - Martinius Nielsen, attore teatrale e regista danese (n. 1859)
- 15 luglio - Henry R. Rathbone, politico statunitense (n. 1870)
- 16 luglio - Ina Battistella, infermiera e militare italiana (n. 1889)
- 16 luglio - Bohumil Mořkovský, ginnasta cecoslovacco (n. 1899)
- 17 luglio - Giovanni Giolitti, politico italiano (n. 1842)
- 17 luglio - Álvaro Obregón, politico e generale messicano (n. 1880)
- 17 luglio - Carlo Sanna, generale e politico italiano (n. 1859)
- 17 luglio - Ugo di Sant'Onofrio del Castillo, politico italiano (n. 1844)
- 18 luglio - Henry Slack, velocista statunitense (n. 1877)
- 18 luglio - Louis d'Havrincourt, cavaliere francese (n. 1863)
- 19 luglio - Enrico Pini, avvocato, dirigente d'azienda e politico italiano (n. 1851)
- 20 luglio - Scott Sidney, regista statunitense (n. 1872)
- 21 luglio - Ward Crane, attore statunitense (n. 1890)
- 21 luglio - Kostas Karyotakis, poeta e scrittore greco (n. 1896)
- 21 luglio - Aldo Francesco Massera, filologo, critico letterario e storico della letteratura italiano (n. 1883)
- 21 luglio - Mihail Savov, generale bulgaro (n. 1857)
- 21 luglio - Ellen Terry, attrice britannica (n. 1847)
- 22 luglio - Luigi Boncompagni Ludovisi, imprenditore e politico italiano (n. 1857)
- 22 luglio - William Crary Brownell, critico letterario statunitense (n. 1851)
- 22 luglio - Leone Romanin Jacur, politico italiano (n. 1847)
- 26 luglio - Giovanni Battista Carpanetto, pittore e pubblicitario italiano (n. 1863)
- 26 luglio - Nikolaj Dmitrievič Sokolov, rivoluzionario e avvocato russo (n. 1870)
- 28 luglio - Édouard-Henri Avril, pittore e illustratore francese (n. 1849)
- 30 luglio - Aristide Leonori, ingegnere italiano (n. 1856)

## Agosto(44)
- 2 agosto - Fred Sanderson, tennista statunitense (n. 1872)
- 3 agosto - James A. Allison, imprenditore statunitense (n. 1872)
- 3 agosto - Jovan Avakumović, politico serbo (n. 1841)
- 3 agosto - Mikhail Andreyevich Reysner, giurista, storico e psicologo russo (n. 1868)
- 6 agosto - Corinne Barker, attrice statunitense (n. 1890)
- 6 agosto - Isidoro Wiel, militare e marinaio italiano (n. 1897)
- 8 agosto - Federico II di Baden, sovrano tedesco (n. 1857)
- 8 agosto - Stjepan Radić, politico croato (n. 1871)
- 9 agosto - Giovanni Bacci, politico italiano (n. 1857)
- 9 agosto - Pasquale Celommi, pittore italiano (n. 1851)
- 12 agosto - Leoš Janáček, compositore, musicologo e teorico della musica ceco (n. 1854)
- 13 agosto - Fernand de La Tombelle, organista e compositore francese (n. 1854)
- 13 agosto - Virgilio Talli, attore teatrale e regista teatrale italiano (n. 1857)
- 14 agosto - Klabund, scrittore e poeta tedesco (n. 1890)
- 15 agosto - Anatole von Hügel, antropologo e scrittore austriaco (n. 1854)
- 15 agosto - Guido Novak von Arienti, generale austriaco (n. 1859)
- 15 agosto - Mildred Lewis Rutherford, storica statunitense (n. 1851)
- 16 agosto - Carlo Del Prete, militare e aviatore italiano (n. 1897)
- 17 agosto - Emma Carelli, soprano italiano (n. 1877)
- 17 agosto - Francesco Ghittoni, pittore italiano (n. 1855)
- 17 agosto - George Otto Trevelyan, storico e politico inglese (n. 1838)
- 17 agosto - Frank Urson, regista, direttore della fotografia e sceneggiatore statunitense (n. 1887)
- 18 agosto - Flavio Torello Baracchini, aviatore italiano (n. 1895)
- 18 agosto - Manuel Fernández Juncos, poeta e giornalista spagnolo (n. 1846)
- 18 agosto - Giuseppe Prato, economista e storico italiano (n. 1873)
- 19 agosto - Richard Burdon Haldane, politico, avvocato e filosofo britannico (n. 1856)
- 19 agosto - Stephanos Skouloudis, diplomatico, politico e banchiere greco (n. 1838)
- 20 agosto - Thomas Butler, tiratore di fune britannico (n. 1871)
- 20 agosto - Ernest George Meers, tennista britannico (n. 1849)
- 20 agosto - Vincenzo Riccio, politico italiano (n. 1858)
- 21 agosto - Flaminio Avet, ufficiale e aviatore italiano (n. 1890)
- 21 agosto - Vladimir Fran Mažuranić, scrittore croato (n. 1859)
- 23 agosto - Giovanni Faini, architetto italiano (n. 1849)
- 24 agosto - Oskar Jerschke, scrittore tedesco (n. 1861)
- 25 agosto - Alex Latta, calciatore scozzese (n. 1867)
- 26 agosto - Colin Campbell, regista, sceneggiatore e attore scozzese (n. 1859)
- 27 agosto - Marie Émile Fayolle, generale francese (n. 1852)
- 28 agosto - Hannah Chaplin, attrice, ballerina e cantante britannica (n. 1865)
- 28 agosto - Conrad Karl Röderer, tiratore a segno svizzero (n. 1868)
- 28 agosto - Filippo Sceberras, medico, patriota e politico maltese (n. 1850)
- 29 agosto - William Easton, tennista statunitense (n. 1875)
- 30 agosto - Robert Reinert, regista e sceneggiatore austriaco (n. 1872)
- 30 agosto - Franz von Stuck, pittore, scultore e illustratore tedesco (n. 1863)
- 30 agosto - Wilhelm Wien, fisico tedesco (n. 1864)

## Settembre(30)
- 6 settembre - George Dole, lottatore statunitense (n. 1885)
- 6 settembre - Pietro Marsich, giornalista italiano (n. 1891)
- 7 settembre - Antonino Lombardo, mafioso italiano (n. 1891)
- 8 settembre - Ulrich von Brockdorff-Rantzau, diplomatico tedesco (n. 1869)
- 8 settembre - Vincenzo Capobianchi, pittore e numismatico italiano (n. 1836)
- 9 settembre - Will Machin, attore inglese (n. 1882)
- 9 settembre - Emilio Materassi, pilota automobilistico italiano (n. 1894)
- 10 settembre - Fëdor Ivanovič Uspenskij, bizantinista russo (n. 1845)
- 12 settembre - Mary Richmond, sociologa statunitense (n. 1861)
- 12 settembre - William Milligan Sloane, storico statunitense (n. 1850)
- 13 settembre - Vincenzo Pipitone, giornalista e politico italiano (n. 1854)
- 13 settembre - Giuseppe Sabalich, giornalista, storico e poeta italiano (n. 1856)
- 13 settembre - Italo Svevo, scrittore e drammaturgo italiano (n. 1861)
- 17 settembre - Emilia Corsi, soprano italiano (n. 1870)
- 18 settembre - John Lambton, III conte di Durham, nobile inglese (n. 1855)
- 20 settembre - Jean de Neuflize, banchiere e cavaliere francese (n. 1850)
- 22 settembre - Horace Darwin, ingegnere inglese (n. 1851)
- 23 settembre - Francesco Malaguzzi Valeri, storico dell'arte, numismatico e funzionario italiano (n. 1867)
- 24 settembre - Carl Wilhelmson, pittore e fotografo svedese (n. 1866)
- 25 settembre - Richard Felton Outcault, fumettista e illustratore statunitense (n. 1863)
- 26 settembre - Arthur Stilwell, imprenditore statunitense (n. 1859)
- 27 settembre - William Anderson, pistard canadese (n. 1888)
- 28 settembre - Pierre Puiseux, astronomo francese (n. 1855)
- 29 settembre - John Devoy, politico e rivoluzionario irlandese (n. 1842)
- 29 settembre - Lido Manetti, attore cinematografico italiano (n. 1899)
- 29 settembre - Pier Luigi Penzo, aviatore e militare italiano (n. 1896)
- 29 settembre - Ernst Steinitz, matematico tedesco (n. 1871)
- 29 settembre - Jessie Weston, saggista britannica (n. 1850)
- 30 settembre - Edward Bamford, militare e marinaio britannico (n. 1887)
- 30 settembre - Ludwig von Pastor, storico e diplomatico tedesco (n. 1854)

## Ottobre(48)
- 1º ottobre - Cecilia Eusepi, italiana (n. 1910)
- 1º ottobre - Edna Luby, imitatrice e attrice statunitense (n. 1884)
- 5 ottobre - George Beban, attore, sceneggiatore e regista statunitense (n. 1873)
- 6 ottobre - Peter Hansen, pittore danese (n. 1868)
- 6 ottobre - Pádraic Ó Conaire, scrittore irlandese (n. 1882)
- 7 ottobre - Giulio Salvadori, poeta e critico letterario italiano (n. 1862)
- 8 ottobre - Larry Semon, attore, regista e produttore cinematografico statunitense (n. 1889)
- 8 ottobre - Ivan Ivanovič Skvorcov-Stepanov, politico, storico e economista russo (n. 1870)
- 8 ottobre - Alf Underwood, calciatore inglese (n. 1869)
- 10 ottobre - Salvatore D'Aquila, mafioso italiano (n. 1873)
- 10 ottobre - Marie Louise De Meester, religiosa belga (n. 1857)
- 11 ottobre - Marion Adams-Acton, scrittrice e drammaturga britannica (n. 1846)
- 11 ottobre - Giovanni Martinotti, patologo italiano (n. 1857)
- 11 ottobre - Antonio Carlo dall'Acqua, architetto e letterato italiano (n. 1838)
- 13 ottobre - Wilhelm Fliess, chirurgo tedesco (n. 1858)
- 13 ottobre - Dagmar di Danimarca, imperatrice danese (n. 1847)
- 13 ottobre - Charles Collette, ciclista su strada e pistard belga (n. 1868)
- 13 ottobre - Edward John Wall, giornalista, chimico e scrittore britannico (n. 1860)
- 15 ottobre - Leedham Bantock, regista, sceneggiatore e attore britannico (n. 1870)
- 15 ottobre - Mario Torriani, calciatore italiano (n. 1895)
- 17 ottobre - Frank Dicksee, pittore e illustratore britannico (n. 1853)
- 17 ottobre - Piero Giacosa, entomologo e medico italiano (n. 1853)
- 17 ottobre - Joseph A. Martin, politico statunitense (n. 1888)
- 18 ottobre - Michele Della Maggiora, antifascista italiano (n. 1898)
- 18 ottobre - Arturo Ferretto, storico italiano (n. 1867)
- 18 ottobre - Charlie Siringo, investigatore, scrittore e avvocato statunitense (n. 1856)
- 19 ottobre - Luigi Cerebotani, presbitero, fisico e teologo italiano (n. 1847)
- 19 ottobre - Berthold Lasker, medico e scacchista tedesco (n. 1860)
- 19 ottobre - Édouard Niermans, architetto olandese (n. 1859)
- 19 ottobre - Arnaldo Piutti, chimico italiano (n. 1857)
- 19 ottobre - Marco di Saluzzo di Paesana, politico italiano (n. 1866)
- 20 ottobre - Mary Ingalls, statunitense (n. 1865)
- 20 ottobre - Jack Peddie, calciatore scozzese (n. 1876)
- 22 ottobre - Andrew Fisher, politico scozzese (n. 1862)
- 22 ottobre - James Stack, golfista statunitense (n. 1860)
- 23 ottobre - Felix Becker, storico dell'arte e lessicografo tedesco (n. 1864)
- 24 ottobre - Maurice Boisdon, schermidore francese (n. 1855)
- 24 ottobre - Arthur Bowen Davies, pittore statunitense (n. 1862)
- 24 ottobre - Gaetano De Lai, cardinale e vescovo cattolico italiano (n. 1853)
- 25 ottobre - Olga FitzGeorge, imprenditrice inglese (n. 1877)
- 28 ottobre - Ugo Ferrandi, esploratore italiano (n. 1852)
- 28 ottobre - Théodore Reinach, filologo classico, numismatico e politico francese (n. 1860)
- 29 ottobre - Gaston Bussière, pittore e illustratore francese (n. 1862)
- 30 ottobre - Paul Albert Bartholomé, scultore e pittore francese (n. 1848)
- 30 ottobre - Robert Lansing, politico e avvocato statunitense (n. 1864)
- 30 ottobre - Oscar Sonneck, editore e musicologo statunitense (n. 1873)
- 31 ottobre - Carlo Santoro, militare italiano (n. 1900)
- 31 ottobre - José Méndez, giocatore di baseball cubano (n. 1887)

## Novembre(44)
- 2 novembre - Francis J. Finn, scrittore e gesuita statunitense (n. 1859)
- 2 novembre - Gabriele Pincherle, magistrato e politico italiano (n. 1851)
- 3 novembre - Eliza Scidmore, fotografa, esploratrice e scrittrice statunitense (n. 1856)
- 3 novembre - Alberts Vaters, calciatore lettone (n. 1905)
- 4 novembre - Bassano Gabba, avvocato, giurista e politico italiano (n. 1844)
- 5 novembre - Arnold Rothstein, mafioso statunitense (n. 1882)
- 6 novembre - Lu Rongting, generale e politico cinese (n. 1859)
- 7 novembre - Suzanne Le Bret, attrice francese (n. 1889)
- 7 novembre - Árpád Tóth, poeta e traduttore ungherese (n. 1886)
- 8 novembre - Mattia Battistini, baritono italiano (n. 1856)
- 9 novembre - Mediha Sultan, principessa ottomana (n. 1856)
- 10 novembre - Anita Berber, ballerina, attrice e scrittrice tedesca (n. 1899)
- 10 novembre - Aleksandr Fëdorovič Trepov, politico russo (n. 1862)
- 12 novembre - Francis Leavenworth, astronomo statunitense (n. 1858)
- 13 novembre - Enrico Cecchetti, ballerino, coreografo e insegnante italiano (n. 1850)
- 13 novembre - Paolo Carlo Francesco Origo, vescovo cattolico italiano (n. 1840)
- 13 novembre - Oskar Stark, ammiraglio russo (n. 1846)
- 14 novembre - Carlo Zucchini, nobile e politico italiano (n. 1862)
- 15 novembre - Thomas Chrowder Chamberlin, geologo statunitense (n. 1843)
- 15 novembre - Hubert Sattler, oculista austriaco (n. 1844)
- 16 novembre - Leopoldo Mauroner, militare e politico italiano (n. 1836)
- 16 novembre - George Foster Platt, regista statunitense (n. 1866)
- 17 novembre - Lala Lajpat Rai, attivista indiano (n. 1865)
- 18 novembre - Marthe Niel, aviatrice francese (n. 1878)
- 18 novembre - Mauritz Stiller, regista e attore finlandese (n. 1883)
- 18 novembre - Harold Williams, giornalista e linguista neozelandese (n. 1876)
- 18 novembre - Pamela Wyndham, nobildonna e scrittrice inglese (n. 1871)
- 20 novembre - Mario Canavari, paleontologo e geologo italiano (n. 1855)
- 20 novembre - Eduard Fueter, storico svizzero (n. 1876)
- 20 novembre - Eugene Schmitz, politico e musicista statunitense (n. 1864)
- 21 novembre - Edward Connelly, attore statunitense (n. 1859)
- 21 novembre - Enrico XXVII di Reuss-Gera, nobile tedesco (n. 1858)
- 21 novembre - Hermann Sudermann, scrittore e drammaturgo tedesco (n. 1857)
- 21 novembre - Giacomo Ciro Turra, calciatore e arbitro di calcio italiano (n. 1894)
- 22 novembre - Vincenzo Spampanato, storico della filosofia italiano (n. 1872)
- 23 novembre - Casimiro Nay, calciatore italiano (n. 1885)
- 24 novembre - Alphonse Jacques de Dixmude, generale belga (n. 1858)
- 24 novembre - Giuseppe Salvioli, giurista italiano (n. 1857)
- 24 novembre - Gyula Tornai, pittore ungherese (n. 1861)
- 26 novembre - Ugo Farulli, direttore teatrale, commediografo e attore italiano (n. 1869)
- 26 novembre - Héctor Raphaël Quilliet, arcivescovo cattolico francese (n. 1859)
- 26 novembre - Reinhard Scheer, ammiraglio tedesco (n. 1863)
- 28 novembre - Frank Fletcher, ammiraglio statunitense (n. 1855)
- 30 novembre - Bianca Ambrosetti, ginnasta italiana (n. 1914)

## Dicembre(57)
- 1º dicembre - Arthur Gore, tennista britannico (n. 1868)
- 1º dicembre - Gunnar Knudsen, politico norvegese (n. 1848)
- 1º dicembre - José Eustasio Rivera, scrittore colombiano (n. 1888)
- 2 dicembre - Arturo Cittadini, generale italiano (n. 1864)
- 2 dicembre - Hallam Tennyson, II barone Tennyson, politico britannico (n. 1852)
- 3 dicembre - Theodor von Frimmel, musicologo, storico dell'arte e medico austriaco (n. 1853)
- 3 dicembre - Ezra Meeker, esploratore statunitense (n. 1830)
- 3 dicembre - Johan Olin, lottatore finlandese (n. 1883)
- 4 dicembre - Delina Filkins, supercentenaria statunitense (n. 1815)
- 7 dicembre - Mario Alessi, avvocato e politico italiano (n. 1854)
- 7 dicembre - Blair Cochrane, velista britannico (n. 1853)
- 7 dicembre - Giuseppe Francica-Nava de Bondifè, cardinale e arcivescovo cattolico italiano (n. 1846)
- 7 dicembre - James Whitbread Lee Glaisher, matematico britannico (n. 1848)
- 7 dicembre - Władysław Krynicki, vescovo cattolico polacco (n. 1861)
- 8 dicembre - Arthur Henry Fitzroy Paget, generale, diplomatico e scrittore britannico (n. 1851)
- 9 dicembre - Gabriel Llompart y Jaume Santandreu, vescovo cattolico spagnolo (n. 1862)
- 10 dicembre - Charles Rennie Mackintosh, architetto, designer e pittore scozzese (n. 1868)
- 11 dicembre - Augusto de' Brandis, numismatico italiano (n. 1870)
- 11 dicembre - Lewis Latimer, inventore e scienziato statunitense (n. 1848)
- 11 dicembre - Pio Spaccamela, militare italiano (n. 1849)
- 12 dicembre - Gregorio IV, vescovo (n. 1859)
- 13 dicembre - Jacob McGavock Dickinson, politico statunitense (n. 1851)
- 14 dicembre - Theodore Roberts, attore statunitense (n. 1861)
- 14 dicembre - Pierre Xavier Emmanuel Ruffey, generale francese (n. 1851)
- 14 dicembre - Jane Maria Strachey, attivista e scrittrice britannica (n. 1840)
- 15 dicembre - Louis-Mathieu Verdilhan, pittore francese (n. 1875)
- 16 dicembre - Elinor Wylie, poetessa e scrittrice statunitense (n. 1885)
- 17 dicembre - Julij Aichenwal'd, critico letterario russo (n. 1872)
- 17 dicembre - Carmine Iorio, militare italiano (n. 1892)
- 17 dicembre - Eglantyne Jebb, attivista britannica (n. 1876)
- 18 dicembre - Lucien Capet, violinista e compositore francese (n. 1873)
- 18 dicembre - Anton Docher, presbitero e missionario francese (n. 1852)
- 18 dicembre - Léon Duguit, giurista francese (n. 1859)
- 21 dicembre - Luigi Cadorna, generale e politico italiano (n. 1850)
- 21 dicembre - Christian Klucker, alpinista, insegnante e politico svizzero (n. 1853)
- 22 dicembre - Selma Nicklaß-Kempnert, soprano e insegnante tedesca (n. 1850)
- 22 dicembre - Evan Noel, tennista britannico (n. 1879)
- 23 dicembre - Arthur Ramsay, XIV conte di Dalhousie, nobile e ufficiale scozzese (n. 1878)
- 23 dicembre - William Turner Thiselton-Dyer, botanico britannico (n. 1843)
- 24 dicembre - Alberto della Valle, disegnatore, illustratore e fotografo italiano (n. 1851)
- 25 dicembre - Miles Burke, pugile statunitense (n. 1885)
- 25 dicembre - Augusto Guidini, architetto e urbanista svizzero (n. 1853)
- 25 dicembre - Arturo Onofri, poeta e scrittore italiano (n. 1885)
- 25 dicembre - Kaoru Osanai, drammaturgo e regista teatrale giapponese (n. 1881)
- 25 dicembre - Fred Thomson, attore statunitense (n. 1890)
- 26 dicembre - Charles Harrison Townsend, architetto inglese (n. 1851)
- 27 dicembre - Frank Arah Day, politico statunitense (n. 1855)
- 27 dicembre - Ludwig Riess, storico e educatore tedesco (n. 1861)
- 28 dicembre - Domenico Alaleona, organista, compositore e critico musicale italiano (n. 1881)
- 28 dicembre - Andrea Amici, medico italiano (n. 1870)
- 28 dicembre - Konštantín Bauer, pittore e ingegnere slovacco (n. 1893)
- 28 dicembre - Vito De Bellis, politico italiano (n. 1855)
- 28 dicembre - Georgij Bogdanovič Jakulov, pittore e scenografo russo (n. 1884)
- 29 dicembre - Alfredo Melani, architetto e critico d'arte italiano (n. 1859)
- 29 dicembre - Eilif Peterssen, pittore norvegese (n. 1852)
- 30 dicembre - Jean Collas, rugbista a 15 e tiratore di fune francese (n. 1874)
- 30 dicembre - Camillo Corradini, politico italiano (n. 1867)

## Senza giorno specificato(60)
- Friedrich Adam, architetto tedesco (n. 1847)
- Syed Ameer Ali, politico indiano (n. 1849)
- Emilio Anatra, dirigente sportivo italiano
- Nikolaj Ivanovič Andrusov, paleontologo e geologo russo (n. 1861)
- Holbrook Blinn, attore statunitense (n. 1872)
- Max Bondi, imprenditore e politico italiano (n. 1881)
- Guglielmo Branca, compositore e direttore d'orchestra italiano (n. 1849)
- Jean Brèthes, entomologo francese (n. 1871)
- Otello Cavara, giornalista italiano (n. 1877)
- Charles Caryl Coleman, pittore statunitense (n. 1840)
- Edoardo Collamarini, architetto italiano (n. 1863)
- Frédéric Courtois, missionario, ornitologo e botanico francese (n. 1860)
- Dante Cusi, imprenditore italiano (n. 1848)
- Wilhelm Dahlbom, pittore svedese (n. 1855)
- Mariano Dallapè, imprenditore italiano (n. 1846)
- Max Danielsen, giornalista e attivista tedesco (n. 1885)
- Amy Fay, pianista statunitense (n. 1844)
- Salvatore Gallotti, compositore italiano (n. 1856)
- Carl Garré, medico svizzero (n. 1857)
- Filippo Gazzurelli, generale italiano (n. 1836)
- Giovanni Battista Gianotti, artista, decoratore e designer italiano (n. 1873)
- Spiridon Gopčević, astronomo austriaco (n. 1855)
- Giulio Grablovitz, sismologo e vulcanologo italiano (n. 1846)
- Karl Greenitz, alpinista, insegnante e funzionario austriaco
- Jan Guzyk, sensitivo polacco (n. 1875)
- Sverre Helge Hassel, esploratore norvegese (n. 1876)
- Ibn-i-Asdaq, religioso persiano
- Ladislav Klíma, scrittore ceco (n. 1878)
- Gaetano Lanza, scienziato statunitense (n. 1848)
- Giuseppe Lopriore, botanico italiano (n. 1865)
- Robert Lowe, calciatore austriaco (n. 1885)
- Achille Maffre de Baugé, poeta francese (n. 1855)
- J. Hartley Manners, commediografo e attore statunitense (n. 1870)
- Emiddio e Alfonso Mele, imprenditore e dirigente d'azienda italiano
- Licinio Muzani, politico italiano (n. 1871)
- Arthur Nicolson, diplomatico britannico (n. 1849)
- Antonio Padula, storico e scrittore italiano (n. 1858)
- Flaminio Pellegrini, italianista e lessicografo italiano (n. 1868)
- Liborio Prosperi, pittore italiano (n. 1854)
- Valentin Purrey, ingegnere francese (n. 1861)
- Little Tich, comico inglese (n. 1868)
- Jean-Émile Resplandy, architetto francese (n. 1866)
- Mario Roghi, calciatore italiano (n. 1897)
- Husayn Rushdi, politico egiziano (n. 1863)
- Georges Sagnac, fisico francese (n. 1869)
- Antonio Semiglia, contrabbassista e chitarrista italiano (n. 1868)
- Agostino Signorini, politico italiano (n. 1879)
- Agnès Souret, modella e ballerina francese (n. 1902)
- Theodore Stephenson, generale britannico (n. 1856)
- George Herbert Strutt, imprenditore e filantropo britannico (n. 1854)
- Henry Yates Thompson, giornalista inglese (n. 1838)
- John Isaac Thornycroft, ingegnere inglese (n. 1843)
- Lorenzo Tottoli, prefetto e politico italiano (n. 1842)
- Henry H. Travers, naturalista neozelandese (n. 1844)
- Michele Trefogli, architetto svizzero (n. 1838)
- Romolo Ubertalli, pittore italiano (n. 1871)
- Emilio Vasarri, pittore italiano (n. 1862)
- Karl Vorländer, filosofo tedesco (n. 1860)
- Humaid III bin Abd al-Aziz Al Nuaimi, politico emiratino
- Abd al-Rahman bin Faysal Al Sa'ud, sovrano (n. 1845)